# 马娅·温特劳布
马娅·温特劳布（英語：Maia Weintraub，2002年10月24日—），美国女子击剑运动员，2022年世界击剑锦标赛女子花剑团体银牌得主、2024年夏季奥林匹克运动会女子花剑团体金牌得主。